# Schillerpark (Dessau)

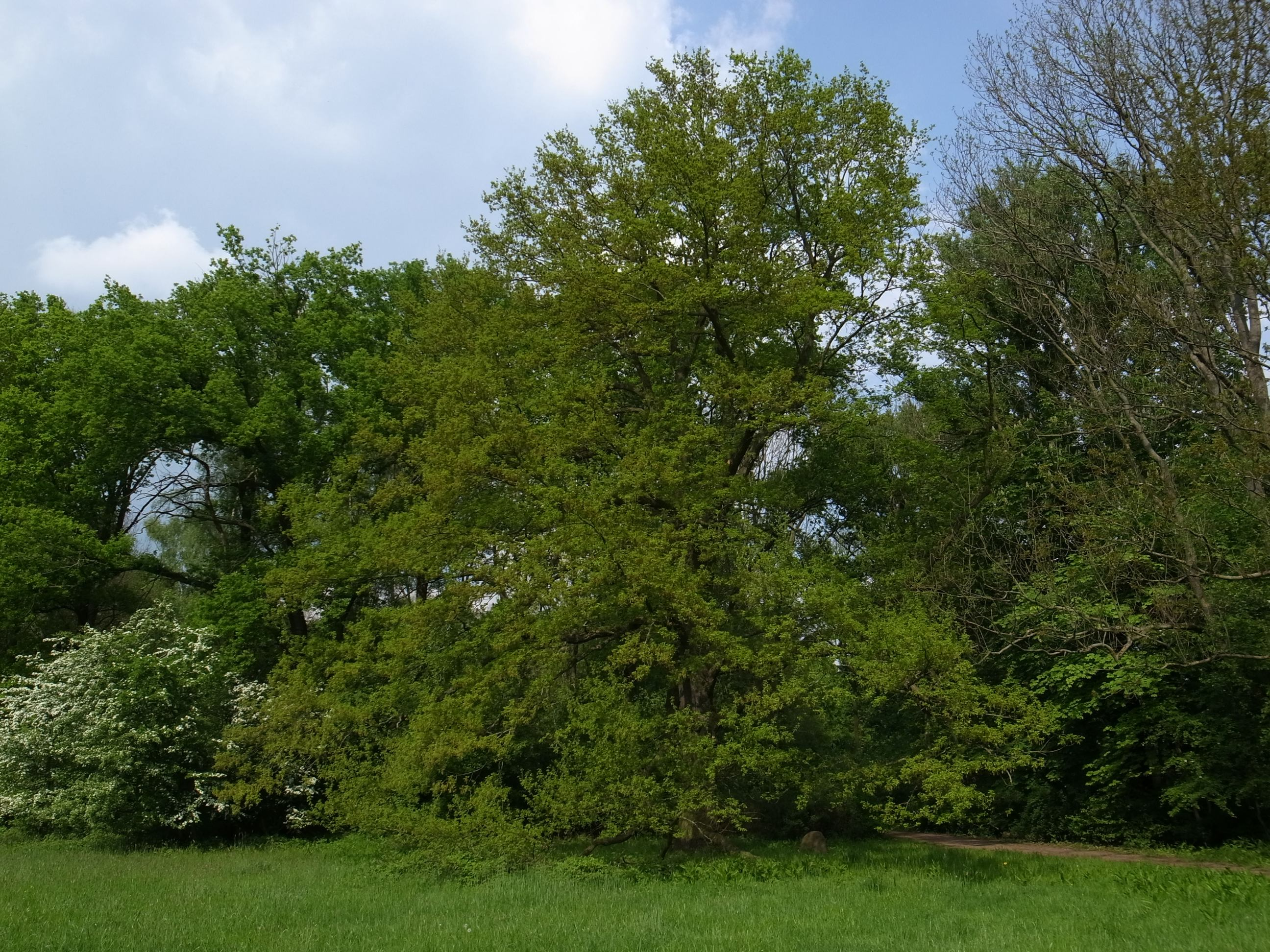
Erinnerungseiche im Schillerpark, 2014

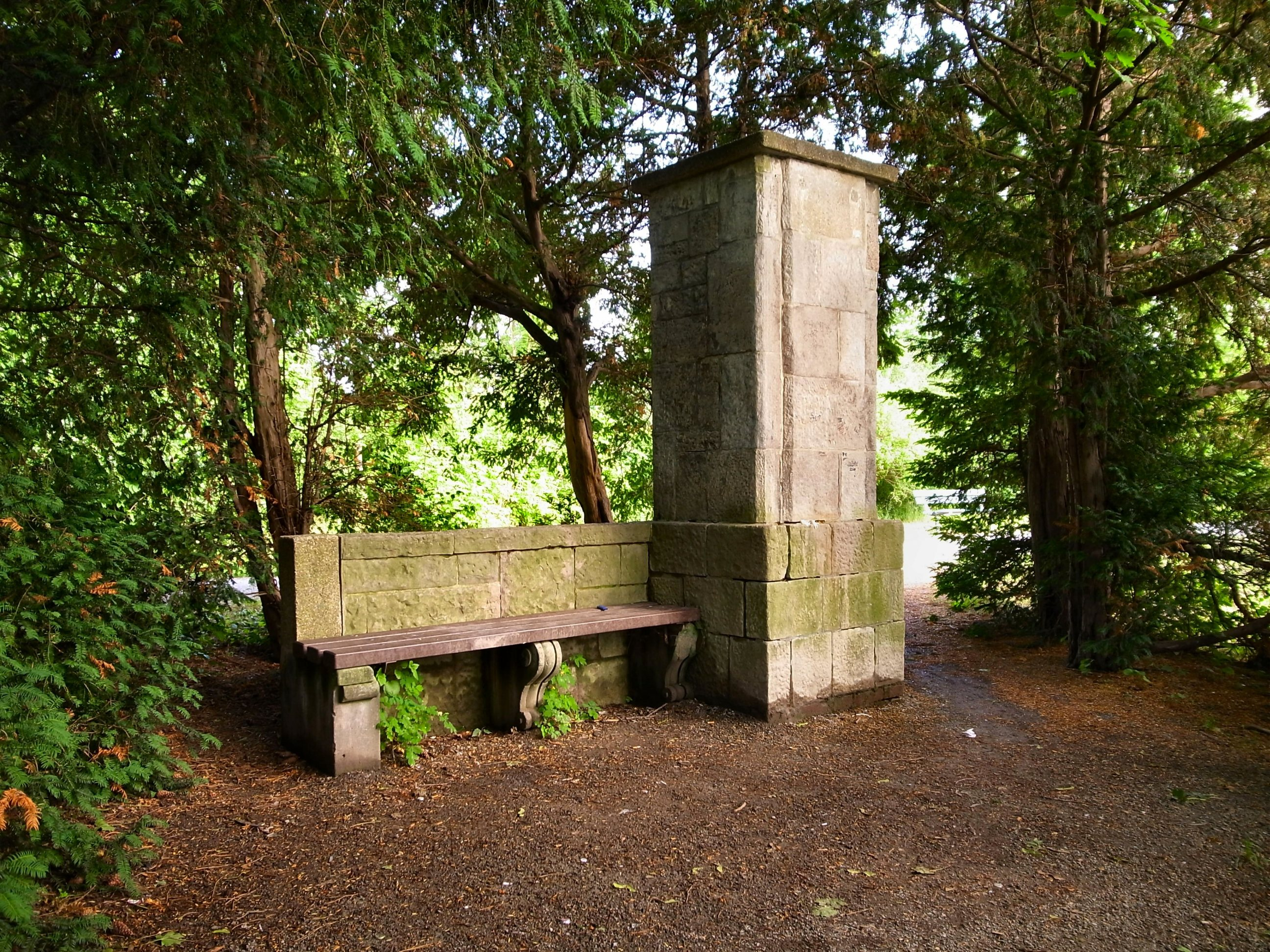
Rümelindenkmal

Der Schillerpark im nördlichen Teil Dessaus ist ein ca. 15 ha großer Park. Er grenzt im Westen an die Ringstraße sowie den Gänsewall und im Osten an Kleingärten.

## Geschichte
Ursprünglich wurde die Gänseanger genannte Fläche als Weiden genutzt. 1872 ging das Gebiet an die Stadt Dessau über. Nach Schließung der Amtsziegeleien, die Lehm von dort bezogen, beschloss man die Anlage eines Parks zur Verbesserung des Stadtbildes und zur Schaffung eines Erholungsortes. Für dieses Vorhaben schrieb man einen Wettbewerb an „alle deutschen Gartenkünstler“ aus, den die „Loreley“ von Friedrich Scherer mit 500 Mark gewann. Im Winter 1904/1905 begannen die Arbeiten und 1905 wurde der Teich fertig gestellt. Die Fertigstellung des Parks zog sich hin, da zum großen Teil Arbeitslose beschäftigt waren, die nur in den Wintermonaten und zu einem Stundenlohn von 28 Pfennig arbeiteten.
Der Name des Parks wurde aufgrund des 100. Todestages Friedrich Schillers gewählt. 1911/1912 wurde die südliche Anlage bepflanzt und an der Ringstraße Bäume gesetzt. 1914 war der Park fertiggestellt. 1918 erfolgte die Anlage eines – heute nicht mehr bestehenden – Irrgartens nahe der Bahnlinie. Da während des Zweiten Weltkrieges Arbeitskräfte zum Schnitt der Weißbuchenhecke fehlten, befindet sich heute im nördlichen Teil des Parks ein waldähnlicher Teil.

## Heute
Heute befinden sich auf dem Areal Wiesenflächen, ein Teich, ein Spielplatz, ein Rhododendronhain, Wanderwege und Denkmäler wie der Schillerturm. Benachbart liegt die Sekundarschule „Am Schillerpark“.
Im örtlichen Denkmalverzeichnis ist der Park unter der Erfassungsnummer 094 40124 als Baudenkmal verzeichnet.